# Missionnaires de la Divine Rédemption
Les Missionnaires de la Divine Rédemption (en latin : Congregatio Missionariorum a Divina Redemptione) est une congrégation cléricale enseignante de droit pontifical.

## Historique
La congrégation est fondée à Visciano en 1954 par le Père Arturo D'Onofrio (1914-2006) pour l'éducation et l'assistance aux orphelins et aux personnes abandonnées. Il est érigé canoniquement le 30 décembre 1968 en institut de droit diocésain par Adolfo Binni, évêque de Nole. L'institut est approuvé par le Saint-Siège le 30 décembre 1968. Il y a aussi la branche féminine des petites apôtres de la Rédemption.

## Activités et diffusion
Les Missionnaires de la Rédemption Divine se consacrent à l'éducation des jeunes pauvres et abandonnés et à l'évangélisation des pauvres.
Ils sont présents en:
- Europe : Italie.
- Amérique : Colombie, Costa Rica, Guatemala, Mexique, Pérou.

La maison-mère est à Visciano. 
Au 31 décembre 2005, l'institut comptait 22 maisons avec 106 religieux dont 64 prêtres.